# Ulysse Laugier
Michel Ulysse Laugier dit Ulysse Laugier, né le 21 janvier 1944 à Mostaganem (Algérie) et mort le 12 octobre 1985  dans le 13e arrondissement de Paris, est un réalisateur, écrivain et producteur de cinéma français.

## Biographie
Gérard Courant a précisé à son sujet : 
Peu connu du grand public, Ulysse Laugier était en revanche un familier et un personnage aimé de tous les amoureux du septième art pour qui le cinéma reste « un ruban de rêves » (dixit ). Il était cinéaste, écrivain et producteur d’un bon nombre des meilleurs courts métrages français de ces dernières années.
Comme écrivain, il avait publié aux éditions Ruptures Le Poisson oxyrrhynque et Le feu grégeois. Comme cinéaste, il a réalisé, vingt–huit films, dont un long métrage, en 1979 (8 h 15 ou je me sens mâle comme si j’étais Humphrey Bogart), et un film expérimental très personnel, poétique et fantastique : Bewa Line ou l’odyssée travestie (1977, 56 minutes). Il tourna également de nombreux travaux pour l’Institut National de l’Audiovisuel, dont La Leçon de cinéma : Nestor Almendros et Le Trait (sur le chef d’oeuvre d’un compagnon charpentier).
Mais c’est surtout en tant que producteur et ami de nombre de jeunes réalisateurs qu’Ulysse Laugier était particulièrement apprécié. Il a produit trente–quatre courts métrages et permit à toute une nouvelle génération de s’exprimer, de faire ses premiers films et de mettre un premier pied dans cette fantastique « usine à rêves » qu’est le cinéma. Quelques–uns des courts métrages qu’il a ainsi produits ont révélé des talents nouveaux et reçus des quantités de distinctions. Citons notamment Une fille d’Henri Herré, Sur le quai de Robert Cahen, Rue Tartarin d’Okacha Touita, Star Suburb (Banlieue des étoiles) de Stéphane Drouot, L’Invité de Guy Jacques, La Fabuleuse histoire de Josette de Bruno Decharme ou Éponine de Michel Chion.
Enfin, Ulysse Laugier a beaucoup travaillé avec son ami Patrick Bokanowski, sur La Femme qui se poudre et L’Ange, deux bijoux qui fusionnent dessin, gravure, peinture, animation, musique contemporaine (de Michèle Bokanowski) et pur cinéma.

Gérard Courant  1985

## Filmographie

### Réalisateur
- 1968 : L'Amour en ce jardin - court métrage, fiction, 35 mm, 10 min
- 1970 : La Perfection des jeunes filles - court métrage, banc-titre, 35 mm, 10 min
- 1971 : Ça va pas pépé ? - court métrage, animation, 16 mm, 11 min
- 1972 : P'pa je serai serrurier - court métrage, banc-titre, 35 mm, 10 min
- 1972 : La Classe d'Antoine - court métrage, banc-titre, 35 mm, 10 min
- 1972 : Microbe mi-raisin ou Levius fit potentio quidquid corigere est nelos - court métrage, fiction, 35 mm, 10 min
- 1973 : Le Mètre à penser - court métrage, banc-titre, 35 mm, 4 min
- 1976 : Le Trait - documentaire, 35 mm, 10 min
- 1976 : Les Limites de l'humain - court métrage, documentaire, 35 mm, 10 min
- 1977 : Bewa Line ou L’Odyssée Travestie - moyen métrage, fiction, 16 mm, 56 min
- 1977 : Achille - court métrage, animation, 16 mm, 26 épisodes de 5 min
- 1978 : Terre de métamorphoses - documentaire, 35 mm, 8 min
- 1979 : L'Âge des images - court métrage, fiction-documentaire, 16 mm, 10 min
- 1979 : Les Images de l'affaire Dreyfus - long métrage, banc-titre, 35 mm, 90 min
- 1979 : 8:15 ou je me sens mâle comme si j’étais Humphrey Bogart - long métrage, fiction, 16 mm, 90 min
- 1981 : Fluosystème - court métrage, documentaire banc-titre, 35 mm, 7 min
- 1981 : Cara Italia - documentaire, banc-titre, 35 mm, 10 min
- 1981 : Oscar et césar - documentaire, 35 mm, 8 min
- 1981 : Vivre sa voix - documentaire, 35 mm, 26 min
- 1982 : La Leçon de cinéma : Nestor Almendros - documentaire, vidéo, 56 min
- 1982 : Quelques secrets de l'ange de Patrick Bokanowski - documentaire, vidéo, 10 min
- 1982 : Le Pas d'acier - documentaire-essai, 35 mm, 16 min
- 1983 : Saint-Julien l'hospitalier - moyen métrage, fiction-animation, 35 mm, 35 min
- 1984 : L'Ordre ou le juste milieu - court métrage, documentaire, 35 mm, 10 min
- 1984 : Minute papillon - documentaire, animation, 7 min

### Producteur
- 1976 : La Tête dans le métro de Jan Brzozovski - court métrage, animation, 16 mm, 3 min
- 1977 : Filet aux illusions (La red de las illusiones) de Marc Weil - court métrage, fiction, 35 mm, 20 min
- 1977 : La Faim de Putra Kala de Daniel Bard - court métrage, animation, 35 mm, 8 min
- 1977 : Farcette de Yanneck Brzozovski - court métrage, animation, 16 mm, 5 min
- 1977 : Ici repose ou concession perpétuelle de Robert Cahen - court métrage, cinéma expérimental, 35 mm, couleur, 9 min
- 1977 : Évocation Damia de Marlène Jarlegand - court métrage, fiction-documentaire, 16 mm, 26 min
- 1977 : Badines badines de Claude Torey-Tixier - court métrage, banc-titre, 16 mm, 9 min
- 1977 : Fable de Gérard Baguet - court métrage, fiction, 35 mm, 8 min
- 1977 : Nécroville de Jacques Dimier - court métrage, animation, 35 mm, 7 min
- 1977 : La gloire est le soleil des morts de Geneviève Wagner-Robelin - court métrage, documentaire, 16 mm, 8 min
- 1978 : Inspecteur Tartagnon de Jacques Dimier - court métrage, animation, 16 mm, 1 min
- 1978 : Sur le quai de Robert Cahen - court métrage, cinéma expérimental, 16 mm, Noir et Blanc, 10 min
- 1978 : Napoléon l'aveugle de Jean-Paul Dekiss - court métrage, fiction, 35 mm, 10 min
- 1980 : L'Éphémère de Annick Lanoë - court métrage, documentaire banc-titre, 35 mm, 11 min
- 1980 : L'argent ne fait pas le moine de Jean-Luc Trotignon - court métrage, fiction, 35 mm, 8 min
- 1980 : Rue Tartarin de Okacha Touita - court métrage, fiction, 35 mm, 14 min
- 1981 : Olsztyn Pologne de Vincent Tamisier - court métrage, banc-titre, 35 mm, 6 min
- 1981 : L'Homme-dragon de Jean-Paul Dekiss - court métrage, fiction, 35 mm, 8 min
- 1982 : Claque son de Gilles Cocos - court métrage, animation d'objets, 35 mm, 1 min 30 s
- 1983 : Mutation chronique de Sylvain Monod - court métrage, animation, 35 mm, 1 min 30 s
- 1983 : Crépuscule féminin de Sylvain Monod - court métrage, animation, 35 mm, 1 min 30 s
- 1983 : Éponine de Michel Chion - court métrage, fiction, 35 mm, 13 min
- 1983 : Star Suburb : la banlieue des étoiles Stéphane Drouot - court métrage, fiction, 26 min
- 1983 : La Fabuleuse Aventure de Josette de Bruno Decharme - court métrage, fiction, 35 mm, couleur, 18 min | Dépôt légal : 19850010
- 1983 : Une nouvelle chaine de Éric Bitoun - court métrage, fiction, 16 mm, 12 min
- 1984 : La Femme éternelle ou Mile E Tre de Gilles Dagneau - court métrage, documentaire, 16 mm, 12 min
- 1984 : Fais attention ! de Hélène Verchère - court métrage, Anomation, 35 mm, 4 min 40 s
- 1984 : L’Invité de Guy Jacques - court métrage, animation, 35 mm, 9 min
- 1984 : Gratte-ciel de Christophe Jacrot - court métrage, fiction, 35 mm, couleur, 5 min | Dépôt légal : 19850786
- 1984 : Métro picpus de Xavier Saint-Macary - court métrage, animation, 35 mm, 3 min
- 1984 : Le Tombeau de lumière (...Chevaux de bois) de Jean-Loup Chirol - court métrage, animation, 35 mm, 3 min
- 1984 : Noctiluque de Marc Bodin Joyeux - court métrage, fiction, 35 mm, 8 min 30 s
- 1984 : Replay de Hélène Verchère - court métrage, animation, 35 mm, 6 min
- 1985 : Jimmy tambour de Hélène Verchère - court métrage, animation, 35 mm, 5 min
- 1985 : Une fille de Henri Herré - court métrage, fiction, 35 mm, 17 min

### Directeur de la photographie
- 1974 : Déjeuner du matin de Patrick Bokanowski
- 1976 : Le Fantôme de l'infirmière de Michel longuet
- 1977 : Tantum Ergots de Luc Jelodin
- 1977 : Fable de Gérard Baguet
- 1977 : La Faim de Putra Kala de Daniel Bard

### banc-titre
- 1971 : Sauvez Angela ! de Michel Duverger - court métrage, animation, 16 mm, Noir et Blanc, 16'
- 1976 : Est-ce ainsi que les hommes vivent ? réalisé par  Claude Dityvon - court métrage, documentaire, 16 mm, Noir et Blanc, 11'
- 1976 : La Cecilia de Jean-Louis Comolli - long métrage, fiction, 105'
- 1977 : Badines badines de Claude Torey-Tixier - court métrage, banc-titre, 35 mm, 8 min
- 1977 : Ici repose ou concession perpétuelle réalisé par Robert Cahen - court métrage, banc-titre, 35 mm, 9 min
- 1981 : Olsztyn Pologne de Vincent Tamisier

### Assistant-réalisateur
- 1975 : Divine de Dominique Delouche - long métrage, fiction, 35 mm, couleur, 79 min

## Publication
- Le Poisson oxyrrhynque (1977), édité par Rupture,  (ISBN 2-86220-003-4)

### Sources
- Banc-Public Ulysse Laugier, 977’ de cinéma. Plaquette réalisée par l’Agence du court métrage et son équipe, avec l’aide du Département de la production de l'INA et le concours des amis de Banc-Public/Ulysse Laugier.